# Mirko Dorner
Mirko Dorner (* 7. März 1921 in Budapest; † 2. Mai 2004 in Essen) war ein deutscher Instrumentenbauer, Komponist und Cellist.

## Leben und Wirken
Mirko Dorner wurde zwar in Budapest geboren, ist jedoch in Belgrad aufgewachsen. Er erhielt 1927 seinen ersten Musikunterricht (Violoncello) in Belgrad. Im Jahre 1934 fand seine erste Begegnung mit Enrico Mainardi statt. Bereits als Zwölfjähriger widmete er seinem Lehrer, dem Cellisten und Komponisten Enrico Mainardi, seine erste Cellosuite, als er 1939 sein Abitur in Belgrad absolvierte. Anschließend erfolgte ein Studium in Rom an der Musikhochschule Accademia Nazionale di Santa Cecilia bei Enrico Mainardi, als Cellist, was er 1942 mit Diplom abschloss.
Die meisten seiner frühen Kompositionen sind im Laufe des Krieges verlorengegangen. Nach dem Kriege war Mirko Dorner zunächst völlig von seiner cellistischen Laufbahn in Anspruch genommen. Er gewann mehrere internationale Wettbewerbe und war ständig auf Reisen. Erst im Jahre 1954, nach der endgültigen Verlegung seines Wohnsitzes nach Deutschland – zunächst nach West-Berlin – fing er erneut an, zu komponieren. Wilhelm Furtwängler holte Mirko Dorner als Solocellisten zu den Berliner Philharmonikern. 1956 wurde sein Sohn Djuro geboren. Zu diesem Zeitpunkt hatte er bereits eine Professur an der Musikhochschule Berlin (West) angenommen. 1964 nahm er mit eigenen Mobiles an Ausstellungen in Münster, Delmenhorst und Oldenburg teil. 1965 nahm er eine Professur an der Folkwang-Hochschule in Essen an.
1970 schuf er erste Plastiken in Holz. Seinen Durchbruch hatte er jedoch mit der patentierten Erfindung und Bau des „Practicello“ (1975–1978), eines Reisecellos, das im zusammengebauten Zustand die Größe eines Bratschenkastens hat.
Dorner verdiente seinen Unterhalt als Kulissenmaler und Einrichter in den römischen Filmstudios „Cinecittà“. Nach seiner Emeritierung im Jahr 1991 bis zu seinem Tod im Jahre 2004 arbeitete Mirko Dorner als Komponist und Künstler. 1995 nahm er an einer Ausstellung in der Galerie Geymüller in Essen teil.

## Ausstellungen
- 1944 erste Ausstellung in der Galerie „La Campana“, Rom
- 1945 Professur an der Musikhochschule in Belgrad

## Auszeichnungen
- 1946 erster Preis beim Wettbewerb in Prag
- 1949 Sieger Concours de Genève
- 1952 erster Preis beim Wettbewerb in Vercelli